# 1995 XT
1995 XT är en asteroid i huvudbältet som upptäcktes den 12 december 1995 av den japanska astronomen Takao Kobayashi vid Ōizumi-observatoriet.
Asteroiden har en diameter på ungefär 12 kilometer och den tillhör asteroidgruppen Themis.